# Osmar (ur. 1980)
Osmar Aparecido de Azevedo (ur. 23 lipca 1980) – brazylijski piłkarz występujący na pozycji napastnika.

## Kariera piłkarska
Od 2000 do 2012 roku występował w Rio Branco, União Mogi, União São João, Santo André, SE Palmeiras, Grêmio, Morelia, Oita Trinita, Fortaleza, Ipatinga, Vitória, Americana i Marília.